# Irk asz-Szabbi

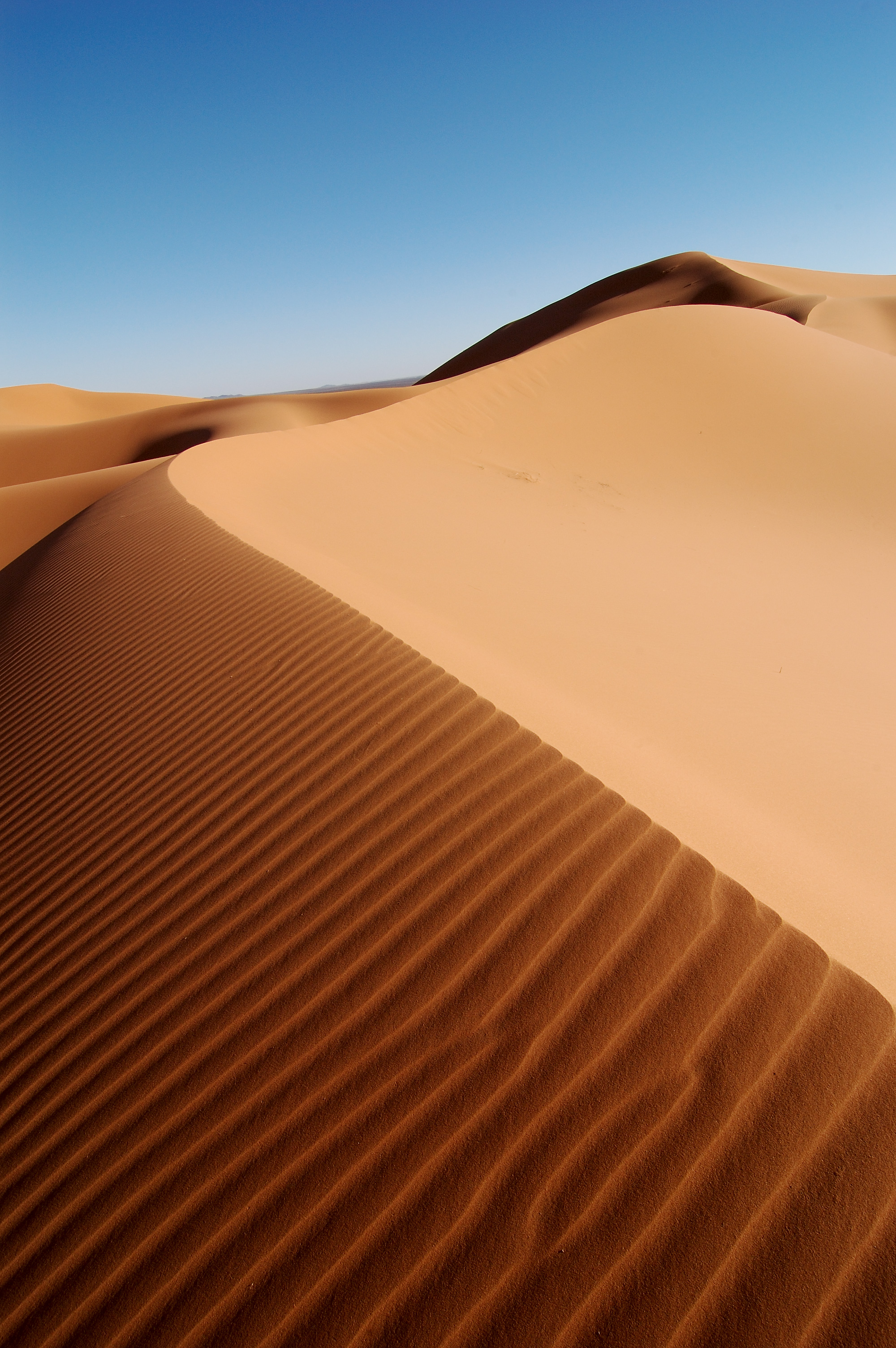
Wydmy Irk asz-Szabbi

Irk asz-Szabbi (arab. عرق الشبي, fr. Erg Chebbi) - pustynia piaszczysta (erg) w południowo-wschodnim Maroku, w obrębie Sahary w pobliżu granicy z Algierią. Leży w pobliżu miast Arfud i Ar-Risani. W jej obszarze położona jest także oaza Marzuka. Pustynia jest częstym celem wycieczek turystów ze względu na duże, dochodzące do 150 metrów wysokości wydmy.
Irk asz-Szabbi ciągnie się z północny na południe na długości 28 km, w najszerszym miejscu ma natomiast 7 km. Wokół obszaru zajmowanego przez wydmy rozpościera się płaska hamada. 